# Delta Műhely
A Delta Műhely írókör (más néven Írókör.hu) egy írói műhely, amelynek tagjai egymás írásait kritizálva segítik egymás fejlődését. A tagság zárt, évente egyszer van tagfelvételi pályázat. Az írókör működése független a Delta Vision kiadótól. A Delta Műhely írókör vezetője Kleinheincz Csilla.

## Delta Műhely-sorozat
A Delta Műhely-sorozat a Delta Vision kiadó egyik tematikus könyvsorozata, amely a kiadóhoz közeli írói körbe, a Delta Műhelybe tartozó, vagy azzal kapcsolatban álló ifjú hazai alkotók műveiből nyújt válogatást.

## A sorozat kötetei
| Antológia          | 77 (Hetvenhét)       |
| Antológia          | Erato                |
| Brandon Hackett    | A poszthumán döntés  |
| Tóth Csilla        | Körbe ég             |
| László Zoltán      | Nagate               |
| Kleinheincz Csilla | Ólomerdő             |
| Kleinheincz Csilla | Város két fül között |
| Jónás Zsolt        | Túlpart              |

## Külső hivatkozások
- Az írókör weboldala
- Delta Műhely-sorozat